# Tokmanni
Tokmanni Group Oyj är ett finländskt börsnoterat detaljhandelsföretag. Det är verksamt inom lågprissektorn i Finland, där det i juni 2020 hade 190 butiker.

## Verksamhet
Tokmanni har vuxit genom en successiv sammanslagning av enskilda lågprisbutiker och -affärskedjor sedan 2000-talet, och är idag Finlands enda större lågpriskedja inom kläder, verktyg och varor för rengöring, trädgård, heminredning och hälsa, med en omsättning av 944 miljoner euro 2019. En del butiker säljer också färskvaror.
Tokmanni har sitt huvudkontor och centrallager i Mäntsälä i Storhelsingfors, omkring 60 kilometer nordost om Helsingfors centrum. Det driver inköpsverksamhet i Kina i ett med norska Europris samägt inköpsföretag.
Tokmanni ägdes mellan 2012 och 2016 av det svenska riskkapitalbolaget Nordic Capital. Det börsnoterades på Helsingforsbörsen 2016. Största aktieägare är det finländska Takoa Invest.

## Historik
Den äldsta finländska lågpriskedjan av dem som senare gick in under Tokman, var Vapaa Valinta, grundad 1974 i Birkala av Juha och Paula Manninen.
Bröderna Kyösti (född 1956) och Kari Kokkonen grundade 1989 en lågprisbutik i Joensuu under namnet Okman, vilken namnändrades till Tokmanni 1991. I denna har också senare tillkommit andra lågpriskedjor som grundades på 1970-talet, till exempel den av Pirkko och Hannu Vuokila 1978 grundade Säästökuoppa i Uleåborg och den av Seppo (född 1960) och Paavo Saastamoinen 1979 grundade Maxi-Makasini i Kajana. 
Under 1980-talet grundades lågprisföretag i hela Finland, till exempel Tarjoustalo i Hyvinge 1980 av Arja och Kari Hautanen, Säästöpörssi i Karis 1985 av Timo och Tapio Halme samt Robinhood 1988 av Seppo och Jukka Saastamoinen i Kouvola.
Den ekonomiska krisen i Finland i början av 1990-talet ledde sedan till många konkurser inom detaljhandelsbranschen. År 2004 gick det finländska riskkapitalbolaget CapMan in som huvudägare i Tokmanni. Därefter började en process med många uppköp och sammanslagningar av företag till en nationellt verksam butikskedja, med början av uppköp av 35 butiker i Vapaa Valinta-kedjan.